# Маринелли, Лука
Лука Марине́лли (итал. Luca Marinelli; род. 22 октября 1984, Рим, Италия) — итальянский актёр, лауреат премии «Давид ди Донателло» за лучшую мужскую роль второго плана (2016 г.) за фильм «Меня зовут Джиг Робот». В 2017 г. сыграл главную роль в двухсерийным фильме «Fabrizio De André — Principe libero», рассказывающем о жизни итальянского автора-исполнителя Фабрицио Де Андре. Также в 2017 году был удостоен премии «Золотой Чак», присуждаемой с 1986 года итальянским ежемесячным журналом о кино «Чак», как лучший исполнитель роли второго плана за две своих работы: роль Э́тторе в комедии Франческо Амато «Дай себе волю» и роль Валерио в фильме Андреа Молайоли «Всё ради девушки».
Исполнил роль Нила Ваны в игре Хидео Кодзимы Death Stranding 2, вышедшей в 2025 году.